# Černice (Chanovice)
Černice jsou malá vesnice, část obce Chanovice v okrese Klatovy v Plzeňském kraji. Nachází se asi 3,5 kilometru severozápadně od Chanovic. Je zde evidováno 21 adres. V roce 2011 zde trvale žilo 29 obyvatel.
Černice leží v katastrálním území Černice u Defurových Lažan o rozloze 1,54 km².

## Historie
První písemná zmínka o vesnici pochází z roku 1393.

## Obyvatelstvo
| Rok            | 1869 | 1880 | 1890 | 1900 | 1910 | 1921 | 1930 | 1950 | 1961 | 1970 | 1980 | 1991 | 2001 | 2011 | 2021 |
| -------------- | ---- | ---- | ---- | ---- | ---- | ---- | ---- | ---- | ---- | ---- | ---- | ---- | ---- | ---- | ---- |
| Počet obyvatel | 123  | 115  | 113  | 101  | 118  | 110  | 95   | 94   | 92   | 75   | 60   | 35   | 23   | 29   | 26   |
| Počet domů     | 20   | 20   | 19   | 20   | 19   | 20   | 20   | 22   | 22   | 20   | 19   | 17   | 17   | 17   | 18   |

## Obecní správa
Při sčítání lidu v letech 1850–1976 Černice byly osadou obce Defurovy Lažany, se kterým patřily nejprve do okresu Strakonice, ale v roce 1950 v okrese Horažďovice a od roku 1960 v okrese Klatovy. Od 30. dubna 1976 je částí města Horažďovice v okrese Klatovy.